# Carricitos, Salvador Alvarado
Carricitos är en ort i Mexiko.   Den ligger i kommunen Salvador Alvarado och delstaten Sinaloa, i den västra delen av landet, 1 100 km nordväst om huvudstaden Mexico City. Carricitos ligger 87 meter över havet och antalet invånare är 145.
Terrängen runt Carricitos är platt åt sydost, men åt nordväst är den kuperad. Runt Carricitos är det ganska glesbefolkat, med 26 invånare per kvadratkilometer. Närmaste större samhälle är Guamúchil, 16,0 km nordväst om Carricitos. Trakten runt Carricitos består till största delen av jordbruksmark.